# Stratégie push-pull
 (septembre 2021).
 (septembre 2021).
Le contenu est difficilement compréhensible vu les erreurs de traduction, qui sont peut-être dues à l'utilisation d'un logiciel de traduction automatique.
Les termes commerciaux push et pull trouvent leur origine dans la logistique et la gestion de la chaîne d'approvisionnement,, mais sont également largement utilisés en marketing, et dans le secteur de la distribution hôtelière. 
Walmart est un exemple d'entreprise qui utilise la stratégie « push vs pull ».

## Gestion de la chaîne d'approvisionnement

### Définition complète
Il existe plusieurs définitions sur la distinction entre les stratégies push et pull. Liberopoulos (2013) identifie trois de ces définitions :
1. Un système pull déclenche la production en réaction à la demande actuelle, tandis qu'un système push déclenche la production en prévision de la demande future.
2. Dans un système pull, la production est déclenchée par les demandes réelles de produits finis, tandis que dans un système push, la production est lancée indépendamment des demandes.
3. Un système pull est un système qui limite explicitement la quantité d'encours qui peut se trouver dans le système, alors qu'un système push n'a pas de limite explicite sur la quantité d'encours qui peut se trouver dans le système.

Voici d'autres définitions :
- Push : Comme indiqué par Bonney et al. (1999), le flux d'informations de contrôle va dans la même direction que le flux de marchandises.
- Semi push ou Push-pull : le nœud suivant fait une demande de commande au nœud précédent. Le nœud précédent réagit en se réapprovisionnant à partir du stock qui est reconstitué à chaque période fixe.
- Pull : Le nœud suivant fait une demande de commande au nœud précédent. Le nœud précédent réagit en produisant la commande, ce qui implique toutes les opérations internes, et se réapprovisionne lorsqu'il a terminé.
- Semi-pull ou pull-push : le nœud suivant fait une demande de commande pour le nœud précédent. Le nœud précédent réagit en se réapprovisionnant à partir du stock qui est reconstitué immédiatement. Il existe plusieurs niveaux de systèmes semi-pull car un nœud peut avoir des stocks à plusieurs niveaux dans une organisation[6].

### Flux d'informations
Dans le cas d'une chaîne d'approvisionnement basée sur la pression, les produits sont poussés à travers le canal, du côté de la production jusqu'au détaillant. Le fabricant fixe la production à un niveau conforme aux schémas historiques de commande des détaillants. Il faut plus de temps à une chaîne d'approvisionnement basée sur les flux push pour répondre aux changements de la demande, ce qui peut entraîner des surstocks ou des goulets d'étranglement et des retards (effet coup de fouet (en)), des niveaux de service (en) inacceptables et l'obsolescence des produits.
Dans une chaîne d'approvisionnement en flux pull, l'approvisionnement, la production et la distribution sont axés sur la demande plutôt que sur les prévisions. Cependant, une stratégie en flux pull ne nécessite pas toujours une production à la commande. L'entreprise Toyota Motors Manufacturing est souvent citée comme exemple de production en flux pull, mais elle ne produit généralement pas sur commande. Elle suit le « modèle du supermarché » où un stock limité est conservé et réapprovisionné au fur et à mesure de la consommation. Dans le cas de Toyota, des cartes Kanban sont utilisées pour signaler la nécessité de réapprovisionner les stocks.
Une chaîne d'approvisionnement est presque toujours une combinaison de push et de pull, où l'interface entre les étapes basées sur le push et celles basées sur le pull est parfois connue sous le nom de frontière push-pull. Cependant, en raison de la différence subtile entre la production pull et la production à la commande, un nom plus précis pour ce point pourrait être le point de découplage de la commande client. La chaîne d'approvisionnement « build to order » de Dell en est un exemple. Les niveaux de stock des composants individuels sont déterminés par la prévision de la demande générale, mais l'assemblage final répond à une demande spécifique du client. Le point de découplage se situerait alors au début de la chaîne d'assemblage.
- Appliqué à la partie de la chaîne d'approvisionnement où l'incertitude de la demande est relativement faible.
- Les décisions de production et de distribution sont basées sur des prévisions à long terme.
- Basées sur les commandes passées reçues de l'entrepôt du détaillant (peut conduire à un effet de fouet).
- Incapacité à répondre à des modèles de demande changeants.
- lots de production importants et variables.
- Niveaux de service inacceptables.
- Stocks excessifs en raison de la nécessité de disposer de stocks de sécurité importants.
- Moins de dépenses de publicité que la stratégie d'attraction.

Dans un système de marketing en flux pull, le consommateur demande le produit et le « tire » par le canal de livraison. L'entreprise de construction automobile Ford Australia en est un exemple. Ford Australia ne produit des voitures que lorsqu'elles ont été commandées par les clients.
- Appliqué à la partie de la chaîne d'approvisionnement où l'incertitude de la demande est élevée.
- La production et la distribution sont déterminées par la demande.
- Pas de stock, réponse à des commandes spécifiques.
- Les données des points de vente (POS) sont utiles lorsqu'elles sont partagées avec les partenaires de la chaîne d'approvisionnement.
- Diminution du délai d'exécution.
- Difficile à mettre en œuvre.

### Utilisation de la stratégie pull, push, et hybride push-pull
Harrison a résumé quand utiliser chacune des trois stratégies de chaîne d'approvisionnement :
- Une stratégie de chaîne d'approvisionnement basée sur le push est généralement suggérée pour les produits dont la demande est peu incertaine, car la prévision fournira une bonne indication de ce qu'il faut produire et garder en stock, ainsi que pour les produits pour lesquels les économies d'échelle sont très importantes pour réduire les coûts.
- Une stratégie de chaîne d'approvisionnement basée sur le pull, généralement suggérée pour les produits dont la demande est très incertaine et pour lesquels les économies d'échelle sont peu importantes, ce qui signifie que l'agrégation ne réduit pas les coûts et que l'entreprise serait prête à gérer la chaîne d'approvisionnement en fonction de la demande réalisée.
- Une stratégie hybride push-pull, généralement suggérée pour les produits dont l'incertitude de la demande est élevée, alors que les économies d'échelle sont importantes pour réduire les coûts de production et de livraison. Un exemple de cette stratégie est l'industrie du meuble, où la stratégie de production doit suivre une stratégie de type pull, puisqu'il est impossible de prendre des décisions de production basées sur des prévisions à long terme. En revanche, la stratégie de distribution doit tirer parti des économies d'échelle afin de réduire les coûts de transport, en utilisant une stratégie basée sur push[7].

### Exemples en push et pull
Hopp et Spearman examinent certains des systèmes les plus courants dans l'industrie et dans la littérature et les classent en systèmes « push » ou « pull ».
- La planification des ressources de production (MRP) est un système « push » car les mises à disposition sont effectuées selon un programme directeur de production sans tenir compte de l'état du système. Par conséquent, il n'existe pas de limite préalable d'encours de production (WIP).
- Le kanban classique est un système pull. Le nombre de cartes kanban établit une limite fixe à l'encours de fabrication.
- Le système classique de stock de base est un système push car il n'y a pas de limite à l'encours de fabrication dans le système. Ceci est dû au fait que les commandes en attente peuvent augmenter au-delà du niveau du stock de base.
- Le stock d'installation est également un système push, tout comme les systèmes de stock par échelon, car aucun d'eux n'impose de limite au nombre de commandes dans le système.
- Le CONWIP (CONstant Work in Process) est un système pull car il limite le WIP par le biais de cartes similaires au kanban. Une différence importante avec le Kanban, du point de vue de la mise en œuvre, est que les cartes sont spécifiques à la ligne plutôt qu'au numéro de pièce. Cependant, du point de vue du système push-pull, les cartes CONWIP limitent l'encours de fabrication de la même manière que les cartes Kanban.
- Les systèmes (K, S) (proposés par Liberopoulos et Dallery[8]) sont des systèmes pull si K <∞ et des systèmes push sinon.
- Les systèmes POLCA proposés par Suri sont des systèmes pull car, comme le kanban et le CONWIP, le WIP est limité par des cartes.
- Les systèmes PAC proposés par Buzacott et Shanthikumar sont des systèmes pull lorsque le nombre d'étiquettes de processus (qui servent à limiter le WIP) est inférieur à l'infini.
- Le MRP avec une contrainte d'encours (comme suggéré par Axsäter et Rosling) est un système pull[9].

Liberopoulos (2013) classe également les systèmes courants en fonction de différentes définitions sur la distinction entre push et pull. 

## Marketing
Une stratégie de push publicitaire fait référence à une situation dans laquelle un vendeur fait de la publicité pour son produit afin de sensibiliser le public, tandis que la stratégie de pull implique de viser des publics qui ont déjà montré un intérêt pour le produit ou des informations à son sujet. La différence entre le marketing « push » et « pull » peut également être identifiée par la manière dont l'entreprise approche le lead. Si, par exemple, l'entreprise envoie une brochure de vente, on considère qu'elle pousse l'opportunité vers le prospect. Si, au contraire, l'entreprise proposait un expert en la matière comme conférencier lors d'un événement industriel auquel participent des prospects ciblés, cela pourrait être une tactique utilisée dans le cadre d'une stratégie visant à attirer un prospect en l'encourageant à rechercher l'expert au moment où il a besoin de cette expertise.

## Distribution hôtelière
Le monde en ligne a apporté cette décision « pull push » au secteur de la distribution hôtelière.
- Les stratégies push dans le secteur de la distribution hôtelière impliquent que l'inventaire des hôtels est placé pour les distributeurs ou les revendeurs en dehors du système hôtelier dans un ou plusieurs extranets appartenant à ces distributeurs (agences de voyages en ligne, tour-opérateurs et banques de lits). L'inventaire doit donc être mis à jour dans ces extranets. Les serveurs de l'hôtel reçoivent moins de trafic, ce qui évite les pannes de serveur, mais les réservations doivent être transférées vers le système de l'hôtel.
- Les stratégies pull sont basées sur l'interfaçage des distributeurs avec le système de gestion des propriétés de l'hôtel. Dans ce cas, l'inventaire est « pull » du système de l'hôtel (ou de la chaîne d'hôtels). Cette méthode fournit une image beaucoup plus précise de la disponibilité réelle et permet de gagner du temps dans le chargement des réservations, mais elle nécessite un développement informatique plus important et un serveur plus grand (dédié).